# Dours
Pour les articles homonymes, voir Dours (homonymie).
Dours (Dors en occitan) est une commune française située dans le nord du département des Hautes-Pyrénées, en région Occitanie. C'est une commune située à environ 10 km au nord-est de Tarbes, sur les coteaux de Pouyastruc marquant la limite orientale de la vallée de Tarbes. Sur le plan historique et culturel, la commune est dans l’ancien comté de Bigorre, comté historique des Pyrénées françaises et de Gascogne.
Exposée à un climat océanique altéré, elle est drainée par le canal d'Alaric, l'Aule, l'Oussette, le ruisseau de Loulès et par un autre cours d'eau. La commune possède un patrimoine naturel remarquable composé d'une zone naturelle d'intérêt écologique, faunistique et floristique.
Dours est une commune rurale qui compte 219 habitants en 2022. Elle fait partie de l'aire d'attraction de Tarbes..
Ses habitants sont nommés les Doursois et sont au nombre de 230 d'après le recensement de 2015.
Le village existe au moins depuis le XIIIe siècle.

## Géographie

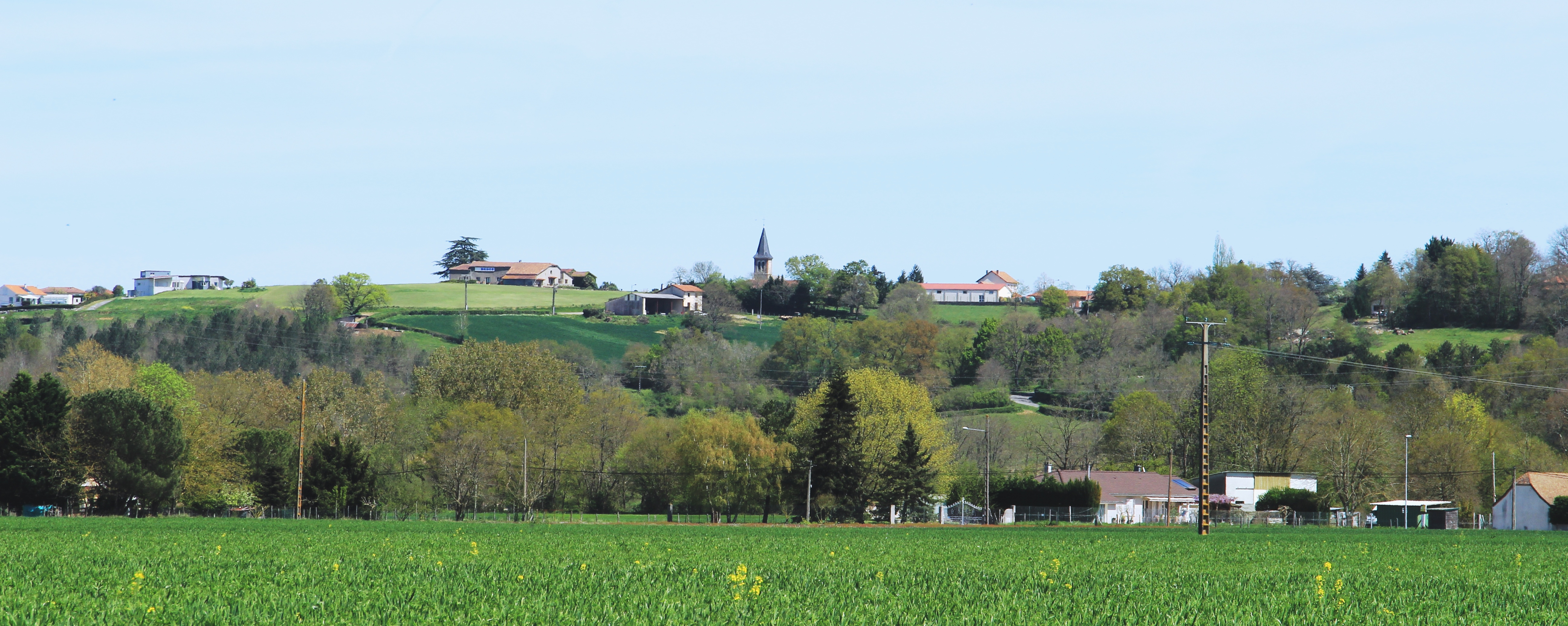
Vue générale du village.

### Localisation
La commune de Dours se trouve dans le département des Hautes-Pyrénées, en région Occitanie.
Elle se situe à 9 km à vol d'oiseau de Tarbes, préfecture du département, et à 19 km de Trie-sur-Baïse, bureau centralisateur du canton des Coteaux dont dépend la commune depuis 2015 pour les élections départementales.
La commune fait en outre partie du bassin de vie de Tarbes.
Les communes les plus proches sont : 
Sabalos (1,2 km), Chis (1,5 km), Louit (1,6 km), Collongues (2,1 km), Orleix (2,3 km), Soréac (2,5 km), Oléac-Debat (2,9 km), Castéra-Lou (3,1 km).
Sur le plan historique et culturel, Dours fait partie de l’ancien comté de Bigorre, comté historique des Pyrénées françaises et de Gascogne créé au IXe siècle puis rattaché au domaine royal en 1302, inclus ensuite au comté de Foix en 1425 puis une nouvelle fois rattaché au royaume de France en 1607. La commune est dans le pays de Tarbes et de la Haute Bigorre.

### Géologie et relief

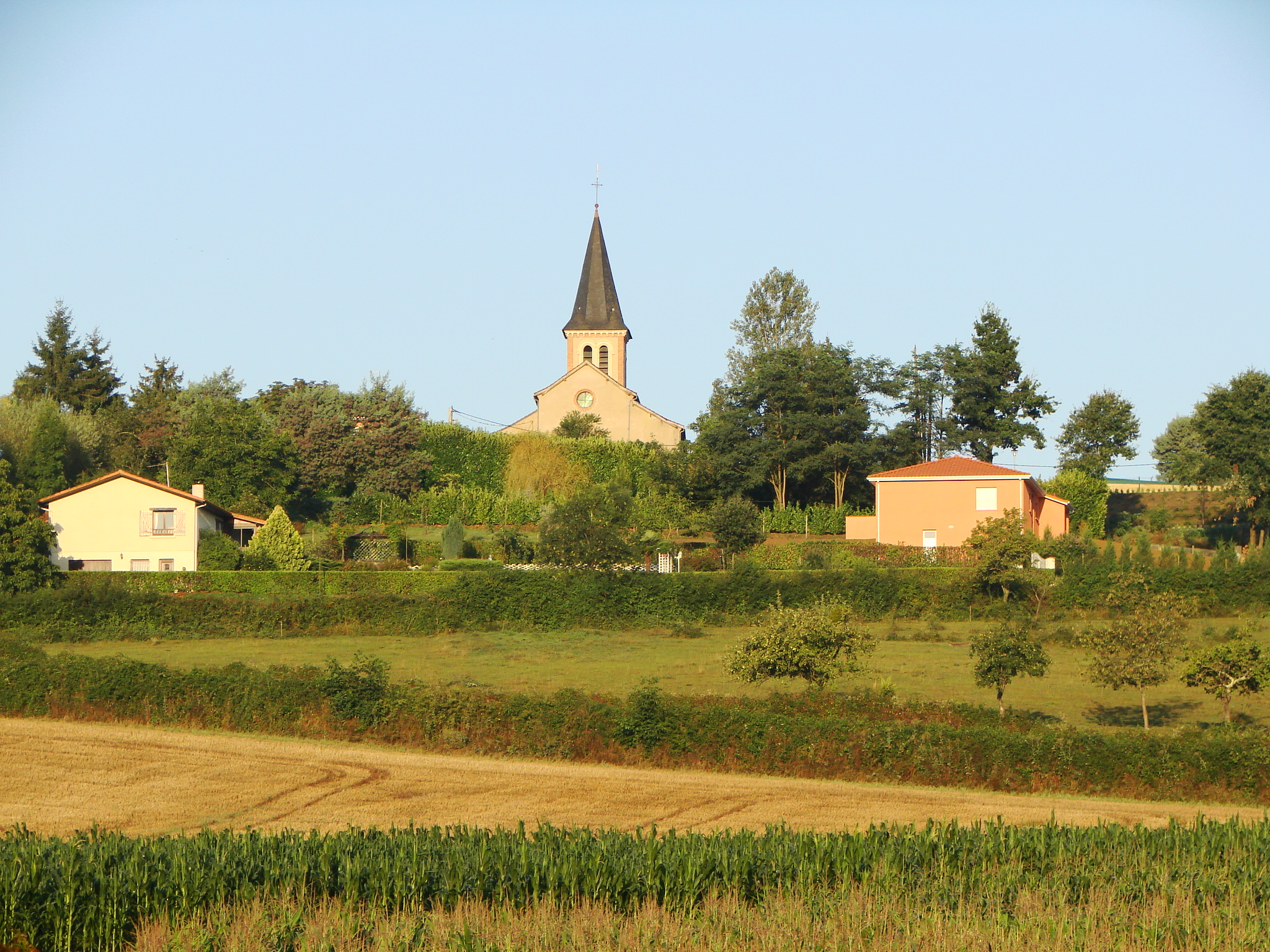
Église et maisons du village au sommet du coteau, vue depuis la vallée de la rivière Loulès à l'est.

Le village central se situe en haut d'une colline issue des Pyrénées au sud. Le reste de la commune, constitué de champs et bois, se répartit dans deux vallées de part et d'autre de la colline du village.
Au nord-ouest, le bois de Dours occupe un quart du territoire communal, le reste constituant des champs d'agriculture ou de pâturage.

### Hydrographie

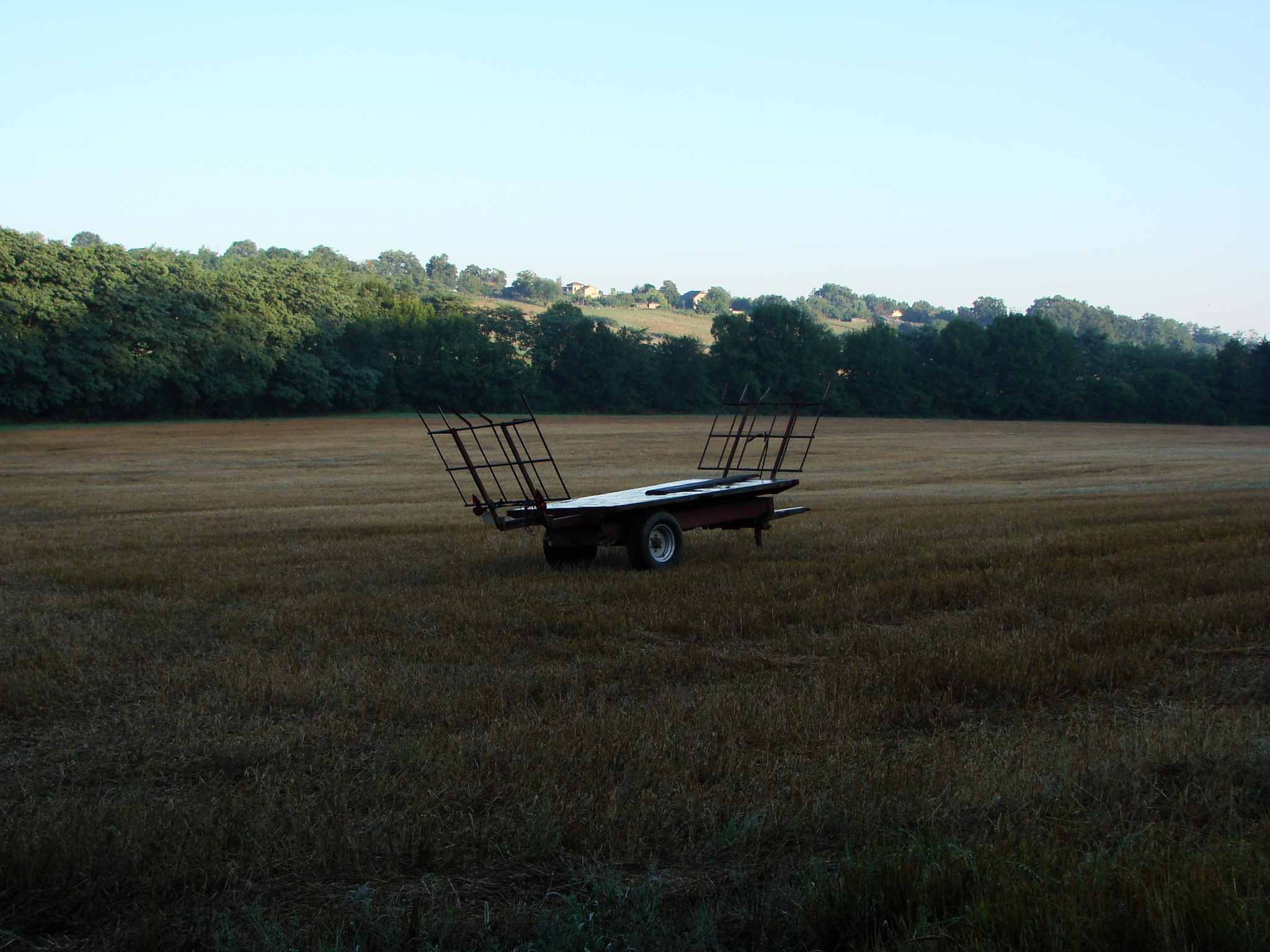
Vallée de la rivière Loulès à l'est du territoire communal (270 m) et maisons du village sur la colline (320 m).

À l'ouest, le canal d'Alaric coule en direction du nord et marque la limite communale avec Chis. Puis du canal part l'Aule, un affluent gauche de l'Estéous, qui délimite à l'ouest la commune avec Aurensan et Tostat dans le bois de Dours. Le canal d'Alaric lui bifurque à l'Est, arrose les terres de la commune dans  la vallée de Tarbes, puis marque la limite communale au nord-est avec la commune de Castéra-Lou.
Le ruisseau ou la rivière de Loulès marque la limite orientale avec les communes de Louit, Soréac et Castéra-Lou, avant de se jeter dans le canal d'Alaric au nord au niveau du bois de Dours.

### Climat
Le climat est tempéré de type océanique, en raison de l'influence proche de l'océan Atlantique situé à peu près 150 km plus à l'ouest. La proximité des Pyrénées fait que la commune profite d'un effet de foehn, il peut aussi y neiger en hiver, même si cela reste inhabituel.
| Mois                                       | Janv. | Fév.  | Mars  | Avr.  | Mai   | Juin  | Juil. | Août  | Sept. | Oct.  | Nov.  | Déc.  | Année  |
| ------------------------------------------ | ----- | ----- | ----- | ----- | ----- | ----- | ----- | ----- | ----- | ----- | ----- | ----- | ------ |
| Températures maximales moyennes (°C)       | 9,9   | 11,0  | 12,9  | 14,8  | 18,3  | 21,7  | 24,5  | 24,0  | 22,6  | 18,6  | 13,4  | 10,4  | 16,8   |
| Températures minimales moyennes (°C)       | 0,6   | 1,3   | 2,7   | 5,2   | 8,3   | 11,6  | 14,1  | 13,9  | 11,7  | 8,0   | 3,6   | 1,3   | 6,9    |
| Températures moyennes (°C)                 | 5,3   | 6,1   | 7,8   | 10,0  | 13,3  | 16,7  | 19,3  | 19,0  | 17,2  | 13,3  | 8,5   | 5,8   | 11,9   |
| Ensoleillement (h)                         | 108,8 | 118,8 | 155,6 | 157,2 | 181,3 | 191,5 | 215,5 | 196,4 | 194,5 | 164,4 | 124,4 | 104,4 | 1912,7 |
| Moyennes mensuelles de précipitations (mm) | 112,8 | 97,5  | 100,2 | 105,7 | 113,6 | 80,7  | 57,3  | 70,3  | 71,0  | 85,2  | 93,0  | 112,1 | 1099,6 |
| Source : Climatologie mensuelle à Tarbes.  |       |       |       |       |       |       |       |       |       |       |       |       |        |

### Milieux naturels et biodiversité

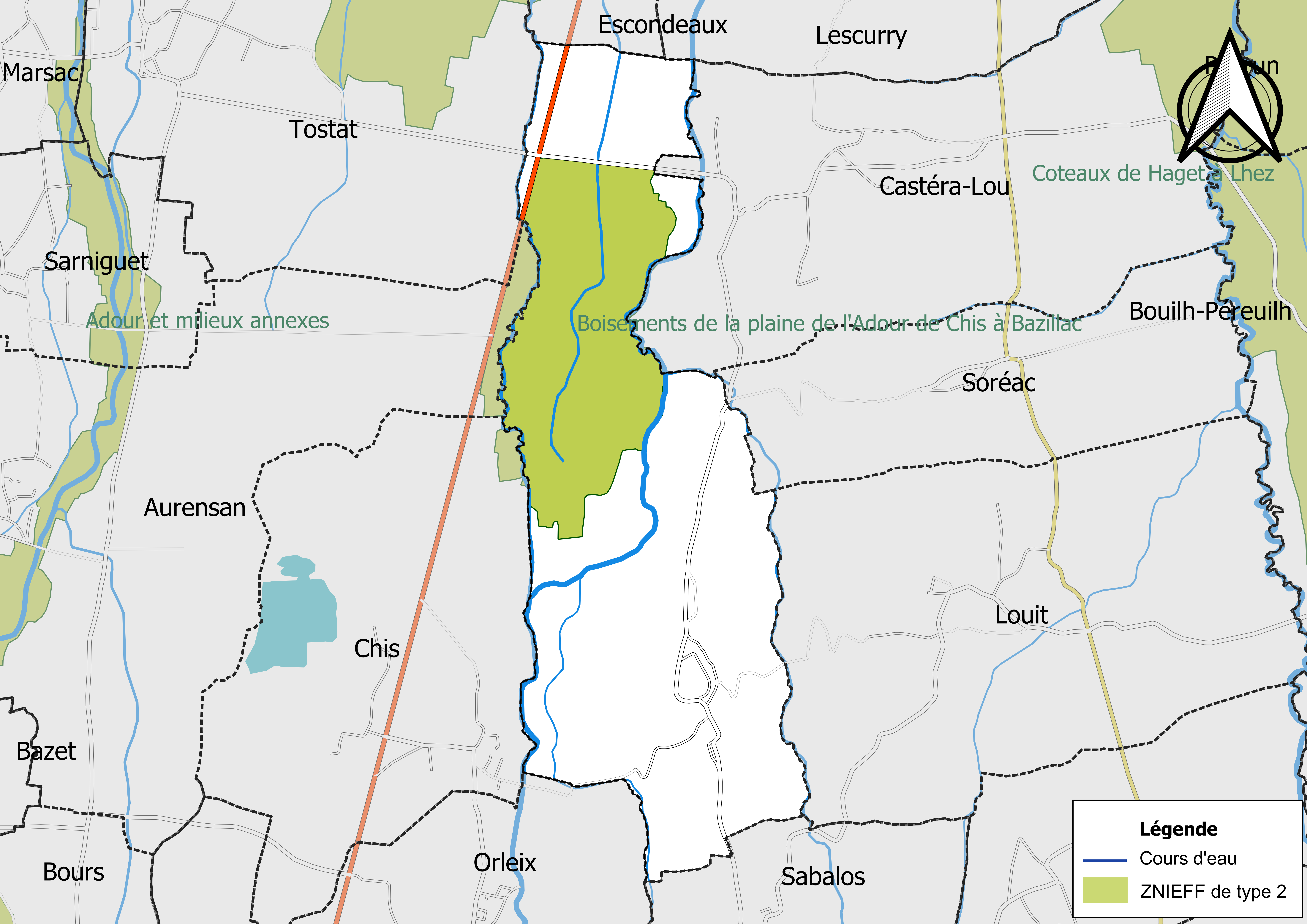
Carte de la ZNIEFF de type 2 localisée sur la commune.

L’inventaire des zones naturelles d'intérêt écologique, faunistique et floristique (ZNIEFF) a pour objectif de réaliser une couverture des zones les plus intéressantes sur le plan écologique, essentiellement dans la perspective d’améliorer la connaissance du patrimoine naturel national et de fournir aux différents décideurs un outil d’aide à la prise en compte de l’environnement dans l’aménagement du territoire.
Une ZNIEFF de type 2 est recensée sur la commune :
les « boisements de la plaine de l'Adour de Chis à Bazillac » (333 ha), couvrant 8 communes du département.

## Urbanisme

### Typologie
Au 1er janvier 2024, Dours est catégorisée commune rurale à habitat dispersé, selon la nouvelle grille communale de densité à sept niveaux définie par l'Insee en 2022.
Elle est située hors unité urbaine. Par ailleurs la commune fait partie de l'aire d'attraction de Tarbes, dont elle est une commune de la couronne,. Cette aire, qui regroupe 153 communes, est catégorisée dans les aires de 50 000 à moins de 200 000 habitants,.

### Occupation des sols
L'occupation des sols de la commune, telle qu'elle ressort de la base de données européenne d’occupation biophysique des sols Corine Land Cover (CLC), est marquée par l'importance des territoires agricoles (56,2 % en 2018), en diminution par rapport à 1990 (67,8 %). La répartition détaillée en 2018 est la suivante : 
forêts (35,3 %), terres arables (28,5 %), zones agricoles hétérogènes (27,6 %), zones urbanisées (8,5 %).
L'IGN met par ailleurs à disposition un outil en ligne permettant de comparer l’évolution dans le temps de l’occupation des sols de la commune (ou de territoires à des échelles différentes). Plusieurs époques sont accessibles sous forme de cartes ou photos aériennes : la carte de Cassini (XVIIIe siècle), la carte d'état-major (1820-1866) et la période actuelle (1950 à aujourd'hui).

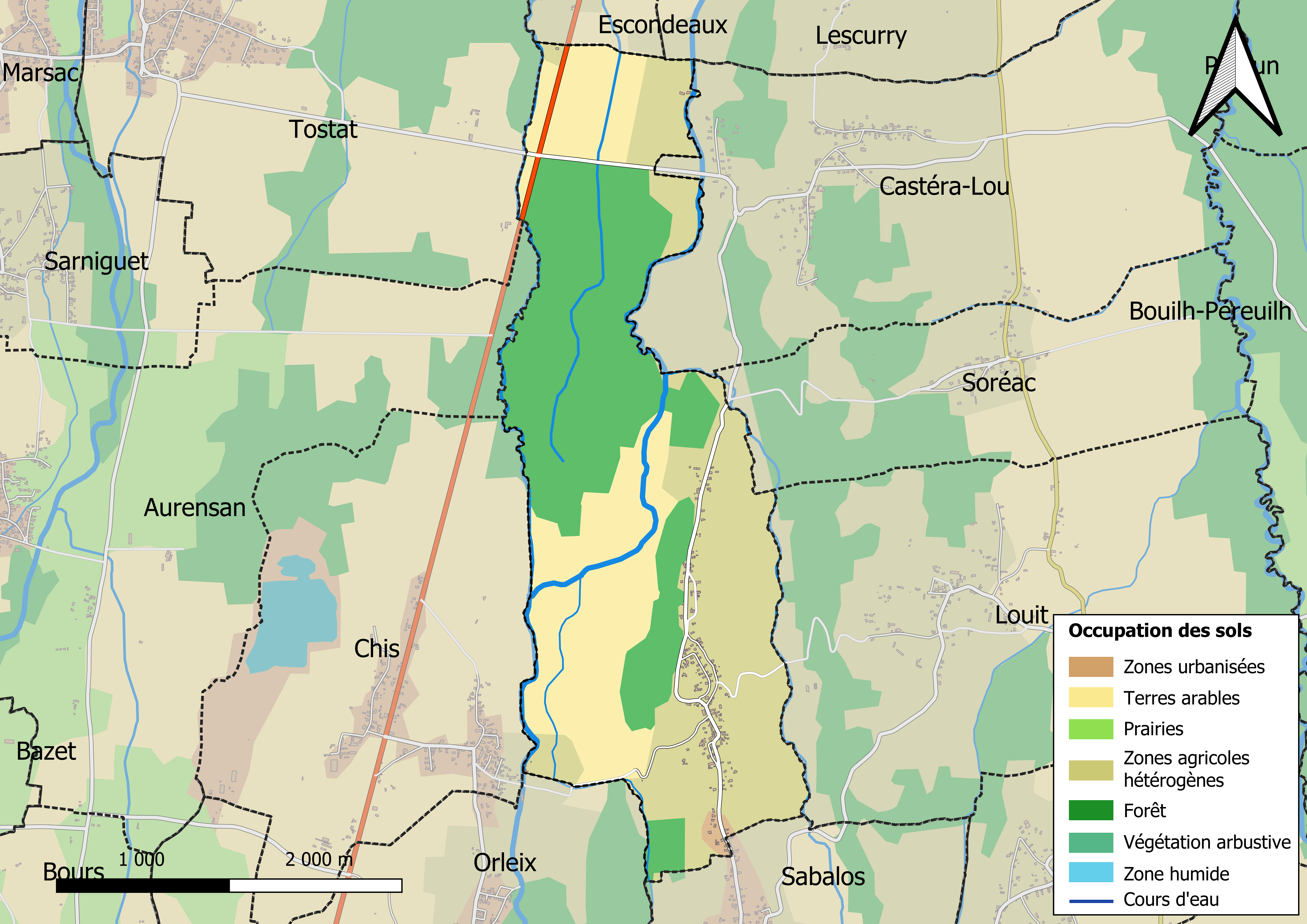
Carte des infrastructures et de l'occupation des sols en 2018 (CLC) de la commune.
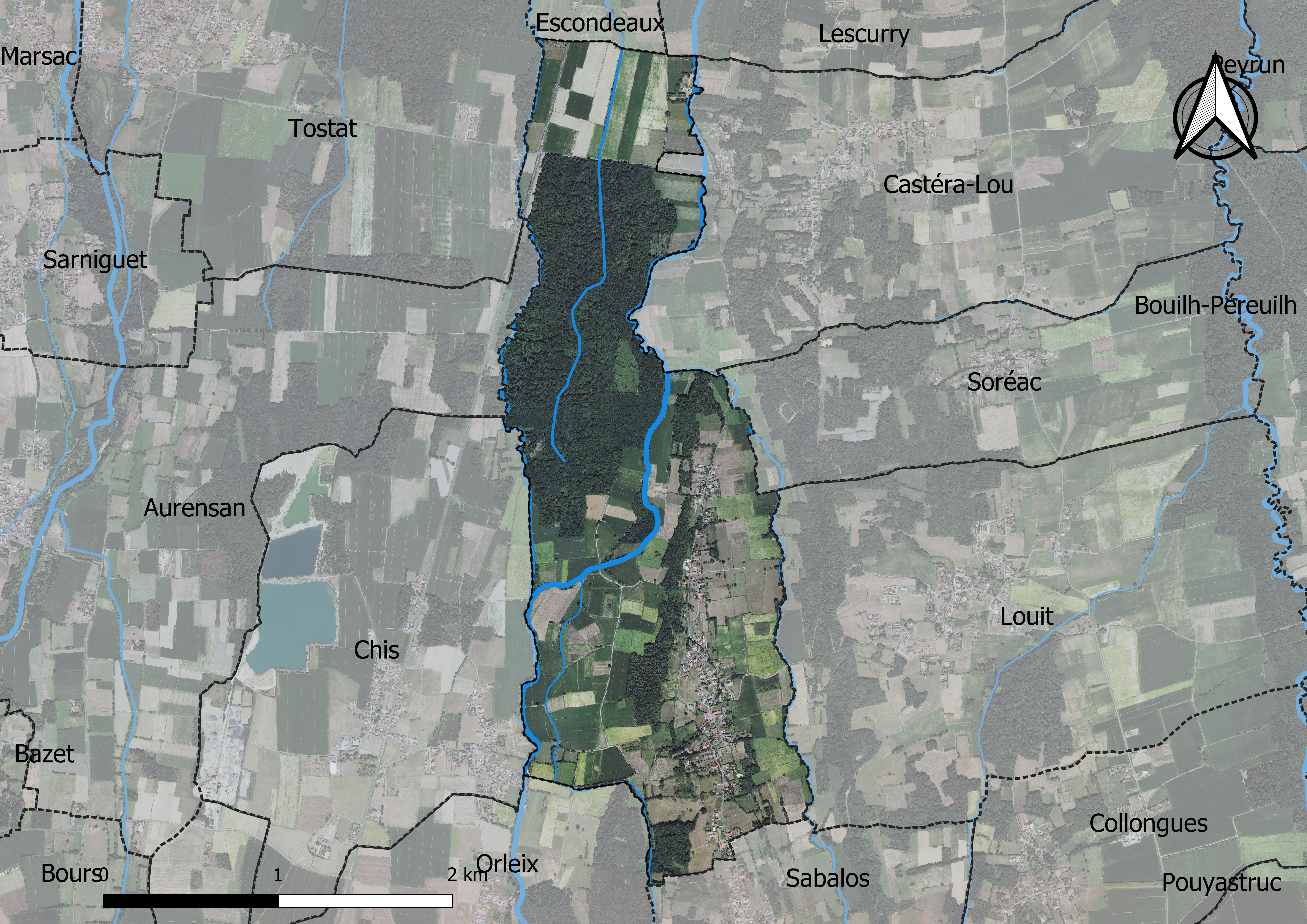
Carte orthophotogrammétrique de la commune.

### Voies de communication et transports
Cette commune est desservie par la route départementale D 119.

### Risques majeurs
Le territoire de la commune de Dours est vulnérable à différents aléas naturels : météorologiques (tempête, orage, neige, grand froid, canicule ou sécheresse), inondations, mouvements de terrains et séisme (sismicité modérée). Un site publié par le BRGM permet d'évaluer simplement et rapidement les risques d'un bien localisé soit par son adresse soit par le numéro de sa parcelle.
Certaines parties du territoire communal sont susceptibles d’être affectées par le risque d’inondation par débordement de cours d'eau, notamment le canal d'Alaric et l'Aule. La cartographie des zones inondables en ex-Midi-Pyrénées réalisée dans le cadre du XIe Contrat de plan État-région, visant à informer les citoyens et les décideurs sur le risque d’inondation, est accessible sur le site de la DREAL Occitanie. La commune a été reconnue en état de catastrophe naturelle au titre des dommages causés par les inondations et coulées de boue survenues en 1982, 1999 et 2009,.
Dours est exposée au risque de feu de forêt. Un plan départemental de protection des forêts contre les incendies a été approuvé par arrêté préfectoral le 21 avril 2020 pour la période 2020-2029. Le précédent couvrait la période 2007-2017. L’emploi du feu est régi par deux types de réglementations. D’abord le code forestier et l’arrêté préfectoral du 27 octobre 2014, qui réglementent l’emploi du feu à moins de 200 m des espaces naturels combustibles sur l’ensemble du département. Ensuite celle établie dans le cadre de la lutte contre la pollution de l’air, qui interdit le brûlage des déchets verts des particuliers. L’écobuage est quant à lui réglementé dans le cadre de commissions locales d’écobuage (CLE)

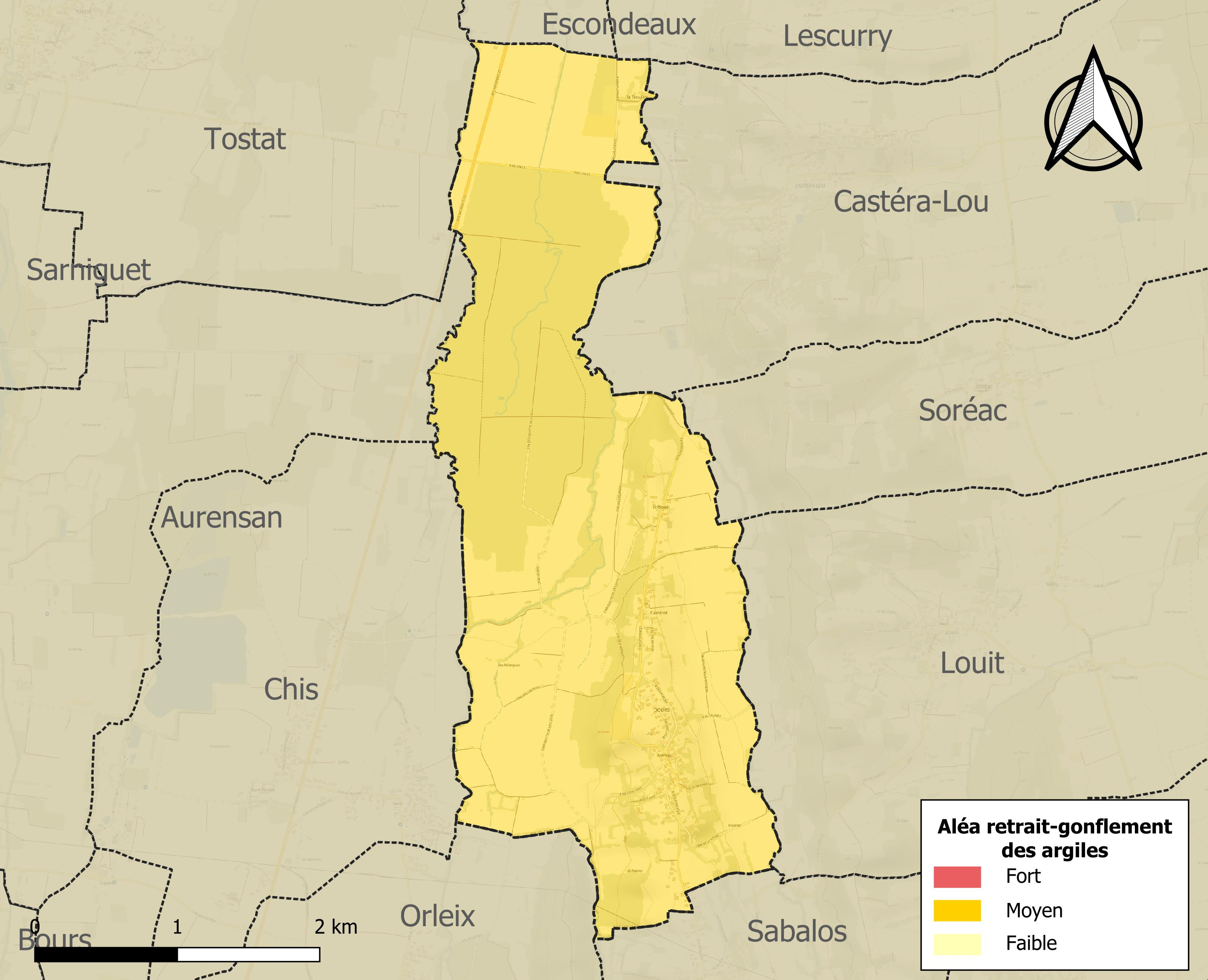
Carte des zones d'aléa retrait-gonflement des sols argileux de Dours.

Les mouvements de terrains susceptibles de se produire sur la commune sont des mouvements de sols liés à la présence d'argile et des tassements différentiels.
Le retrait-gonflement des sols argileux est susceptible d'engendrer des dommages importants aux bâtiments en cas d’alternance de périodes de sécheresse et de pluie. La totalité de la commune est en aléa moyen ou fort (44,5 % au niveau départemental et 48,5 % au niveau national). Sur les 105 bâtiments dénombrés sur la commune en 2019, 105 sont en aléa moyen ou fort, soit 100 %, à comparer aux 75 % au niveau départemental et 54 % au niveau national. Une cartographie de l'exposition du territoire national au retrait gonflement des sols argileux est disponible sur le site du BRGM,.
Par ailleurs, afin de mieux appréhender le risque d’affaissement de terrain, l'inventaire national des cavités souterraines permet de localiser celles situées sur la commune.
Concernant les mouvements de terrains, la commune a été reconnue en état de catastrophe naturelle au titre des dommages causés par la sécheresse en 2003 et par des mouvements de terrain en 1999.

## Toponymie
Dénominations historiques du village :
- Arnaldus Gillelmi de Dorz, latin et gascon (1210, cartulaire de Berdoues ; 1235, ibid.) ;
- de Dorz (1285, Montre Bigorre) ;
- De Dortz (1313, Debita regi Navarre) ;
- De Dours (1342, pouillé de Tarbes) ;
- Dortz, Dors (1429, censier de Bigorre) ;
- Dours (fin XVIIIe siècle, carte de Cassini).

## Histoire

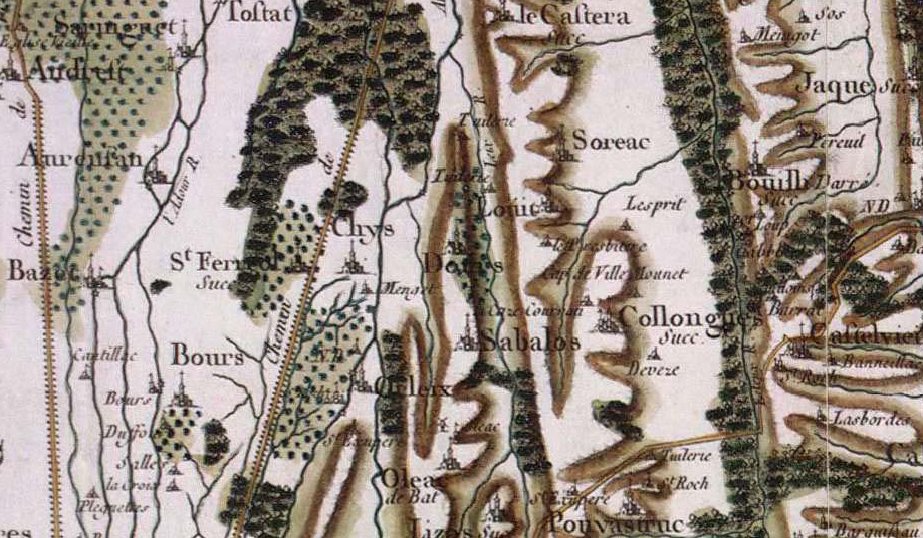
Situation de Dours sur la Carte de Cassini (1756-1789).

Dours est un village situé dans le pays de Bigorre dont il portait encore le nom au XVIIe siècle : Dours-en-Bigorre.

### Moyen Âge
Présence d'un château ou d'une motte castrale.

### Période moderne
La région fut dévastée durant les guerres de religion, l'église fut notamment incendiée.

### Période contemporaine
Lien externe : Dours : Monographie d'un village des Hautes-Pyrénées de 1789 à 1918

## Politique et administration

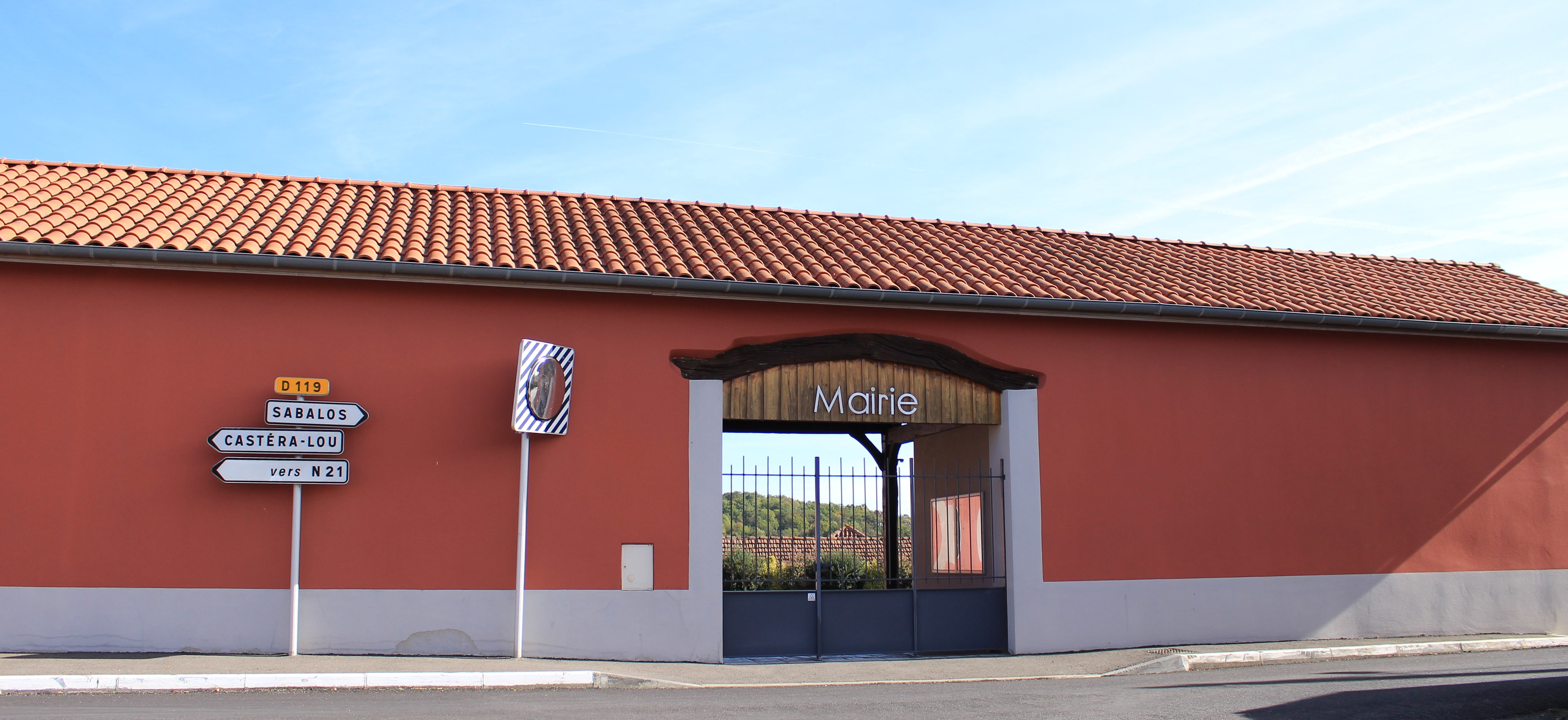
La mairie en 2022.

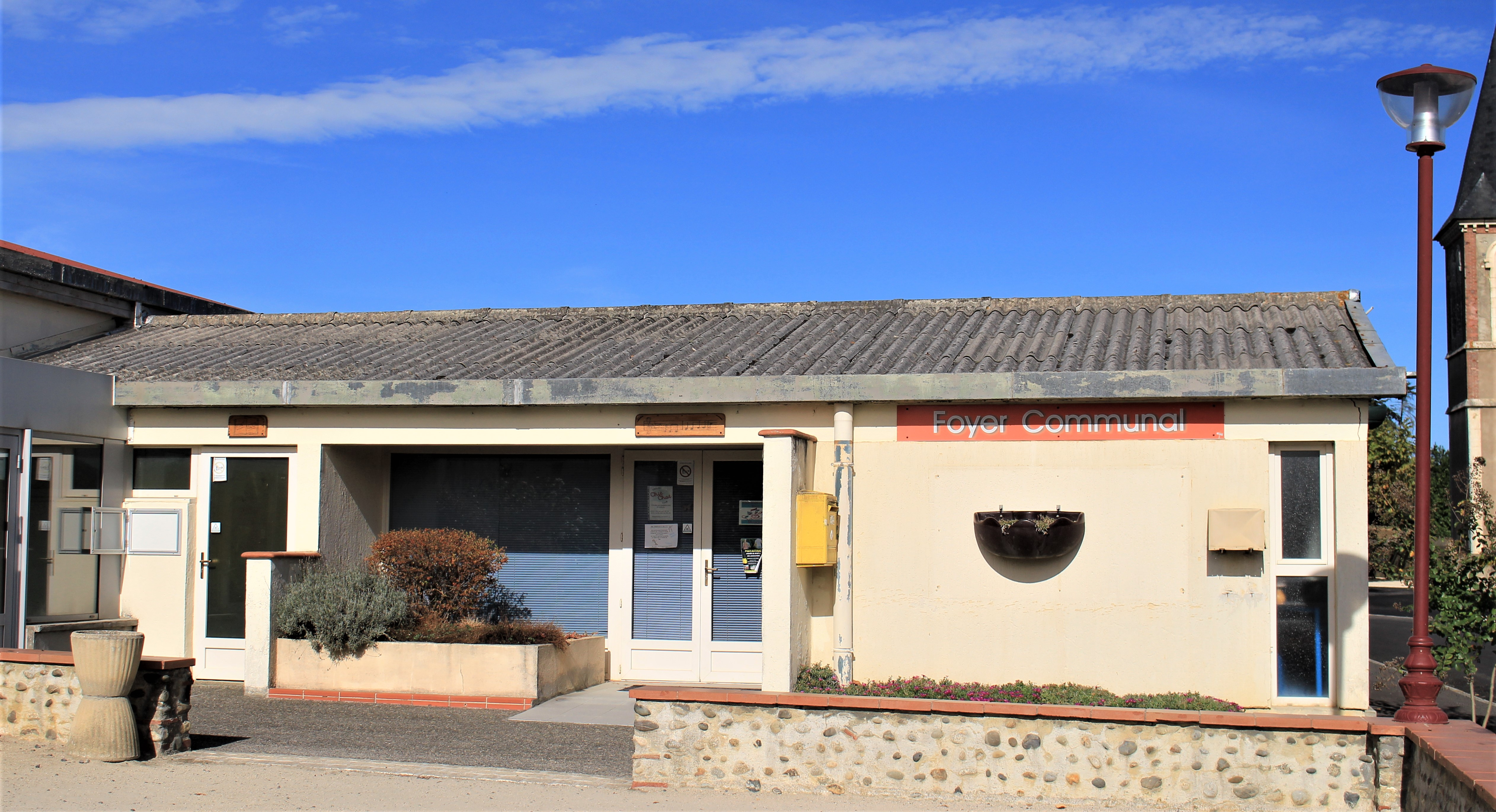
Le foyer rural en 2022

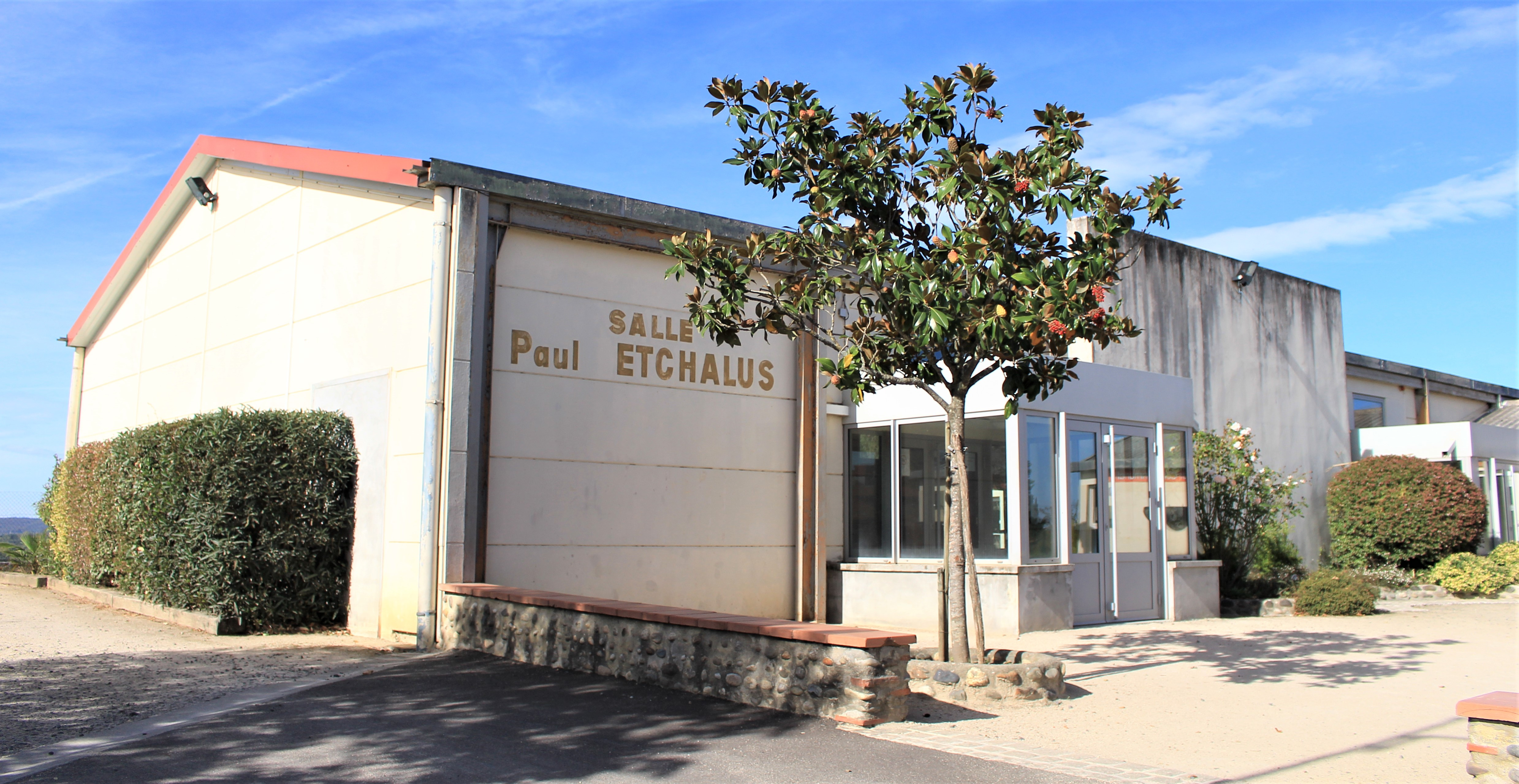
La salle des fêtes en 2022

### Liste des maires[19]
| Période   | Période   | Identité            | Étiquette | Qualité |
| --------- | --------- | ------------------- | --------- | ------- |
|           |           |                     |           |         |
| 1983      | 1989      | Claude Sénac        |           |         |
| ?         | mars 2001 | Henri Dumestre      |           |         |
| mars 2001 | 2020      | Yves François Bruno |           |         |
| mars 2020 | en cours  | Christophe Lassime  |           |         |

### Intercommunalité
Dours appartient à la communauté de communes des Coteaux de Pouyastruc créée en janvier 2013 et qui réunit 27 communes.

## Population et société

### Démographie

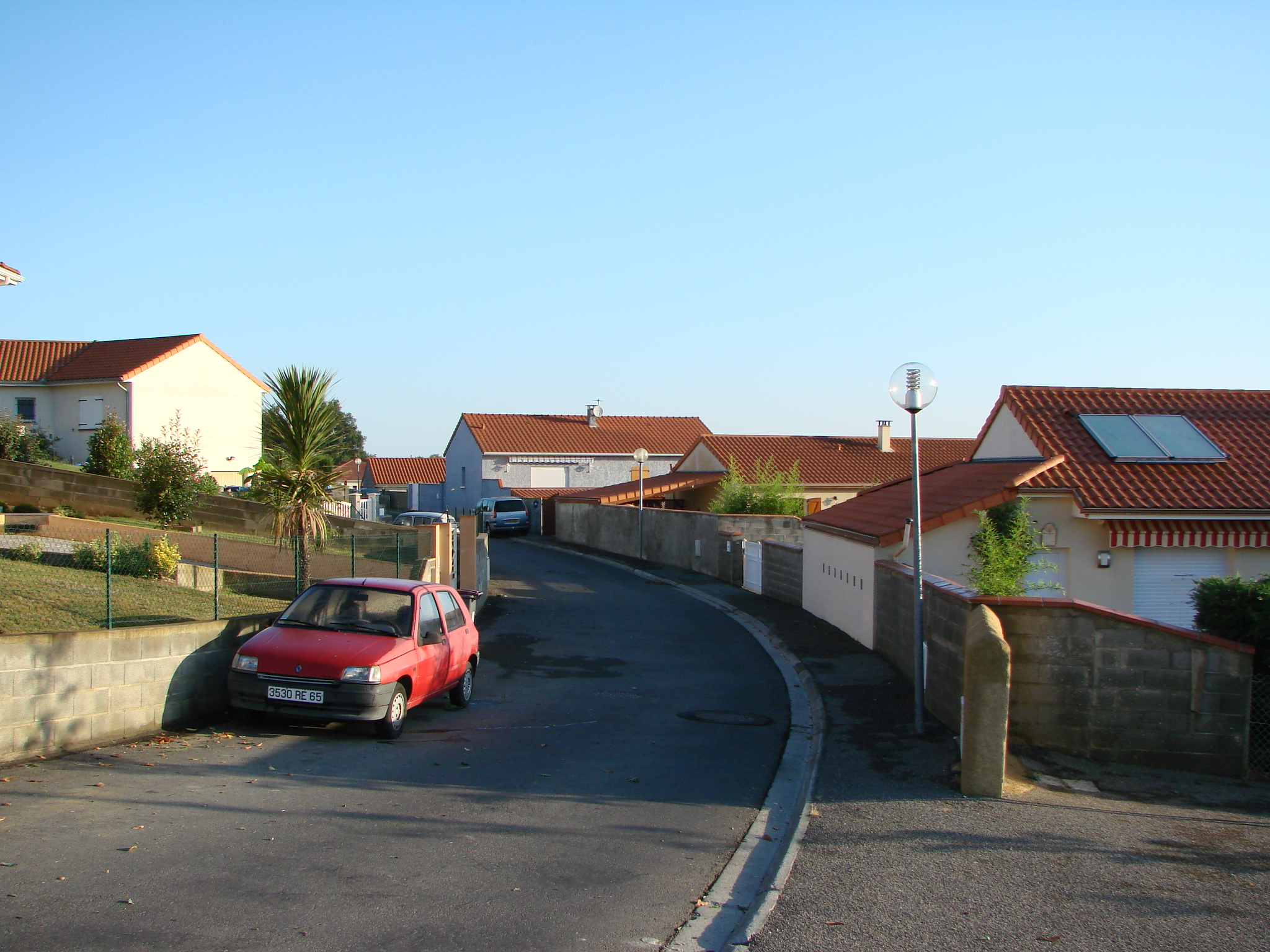
Lotissement récent de maisons à caractère résidentiel.

#### Évolution démographique
Après une phase de croissance (révolution agricole), la population décroît dans la deuxième moitié du XIXe siècle à cause de la crise agricole qui entraîne un exode rural. Cette tendance se poursuit durant le XXe siècle, toutefois depuis les années 1990, on assiste à un phénomène dit de rurbanisation où les citadins de l'agglomération tarbaise viennent s'établir à la campagne, mais gardent un mode de vie urbain, un travail en ville. Ce phénomène produit un « mitage » du paysage par un bâti parsemé, ou au mieux réparti en lotissements.
De plus le nombre de maisons augmente, l'habitat s'étale : si au XIXe siècle toute la famille sur plusieurs générations et degrés habitait dans une même maison, soit en moyenne 8 à 10 habitants par maison, aujourd'hui l'occupation d'une maison se réduit à la famille nucléaire (parents et enfants) soit 3 à 4 habitants par maison. Ceci explique que le nombre d'habitants reste encore plus faible qu'il y a un siècle alors que le nombre de maisons a pratiquement doublé.
L'évolution du nombre d'habitants est connue à travers les recensements de la population effectués dans la commune depuis 1793. Pour les communes de moins de 10 000 habitants, une enquête de recensement portant sur toute la population est réalisée tous les cinq ans, les populations de référence des années intermédiaires étant quant à elles estimées par interpolation ou extrapolation. Pour la commune, le premier recensement exhaustif entrant dans le cadre du nouveau dispositif a été réalisé en 2008.

En 2022, la commune comptait 219 habitants, en évolution de −3,1 % par rapport à 2016 (Hautes-Pyrénées : +1,59 %, France hors Mayotte : +2,11 %).
| 1793 | 1800 | 1806 | 1821 | 1831 | 1836 | 1841 | 1846 | 1851 |
| ---- | ---- | ---- | ---- | ---- | ---- | ---- | ---- | ---- |
| 210  | 191  | 157  | 240  | 220  | 256  | 272  | 265  | 275  |

| 1856 | 1861 | 1866 | 1876 | 1881 | 1886 | 1891 | 1896 | 1901 |
| ---- | ---- | ---- | ---- | ---- | ---- | ---- | ---- | ---- |
| 271  | 250  | 250  | 214  | 204  | 200  | 194  | 190  | 178  |

| 1906 | 1911 | 1921 | 1926 | 1931 | 1936 | 1946 | 1954 | 1962 |
| ---- | ---- | ---- | ---- | ---- | ---- | ---- | ---- | ---- |
| 175  | 153  | 150  | 147  | 152  | 146  | 145  | 157  | 170  |

| 1968 | 1975 | 1982 | 1990 | 1999 | 2006 | 2008 | 2013 | 2018 |
| ---- | ---- | ---- | ---- | ---- | ---- | ---- | ---- | ---- |
| 173  | 141  | 143  | 141  | 183  | 217  | 227  | 228  | 219  |

| 2022 | - | - | - | - | - | - | - | - |
| ---- | - | - | - | - | - | - | - | - |
| 219  | - | - | - | - | - | - | - | - |

#### Pyramide des âges
En 2018, le taux de personnes d'un âge inférieur à 30 ans s'élève à 28,8 %, soit en dessous de la moyenne départementale (29,0 %). De même, le taux de personnes d'âge supérieur à 60 ans est de 33,3 % la même année, alors qu'il est de 34,2 % au niveau départemental.
En 2018, la commune comptait 112 hommes pour 107 femmes, soit un taux de 51,14 % d'hommes, largement supérieur au taux départemental (48,09 %).
Les pyramides des âges de la commune et du département s'établissent comme suit.
| Hommes | Classe d’âge | Femmes |
| ------ | ------------ | ------ |
| 0,9    | 90 ou +      | 1,9    |
| 3,6    | 75-89 ans    | 5,6    |
| 30,4   | 60-74 ans    | 24,3   |
| 19,6   | 45-59 ans    | 20,6   |
| 17,9   | 30-44 ans    | 17,8   |
| 12,5   | 15-29 ans    | 15,0   |
| 15,2   | 0-14 ans     | 15,0   |

| Hommes | Classe d’âge | Femmes |
| ------ | ------------ | ------ |
| 1,1    | 90 ou +      | 3      |
| 9,8    | 75-89 ans    | 13,1   |
| 21     | 60-74 ans    | 21,5   |
| 20,7   | 45-59 ans    | 20,6   |
| 16     | 30-44 ans    | 15,4   |
| 16,1   | 15-29 ans    | 13,1   |
| 15,2   | 0-14 ans     | 13,3   |

### Enseignement

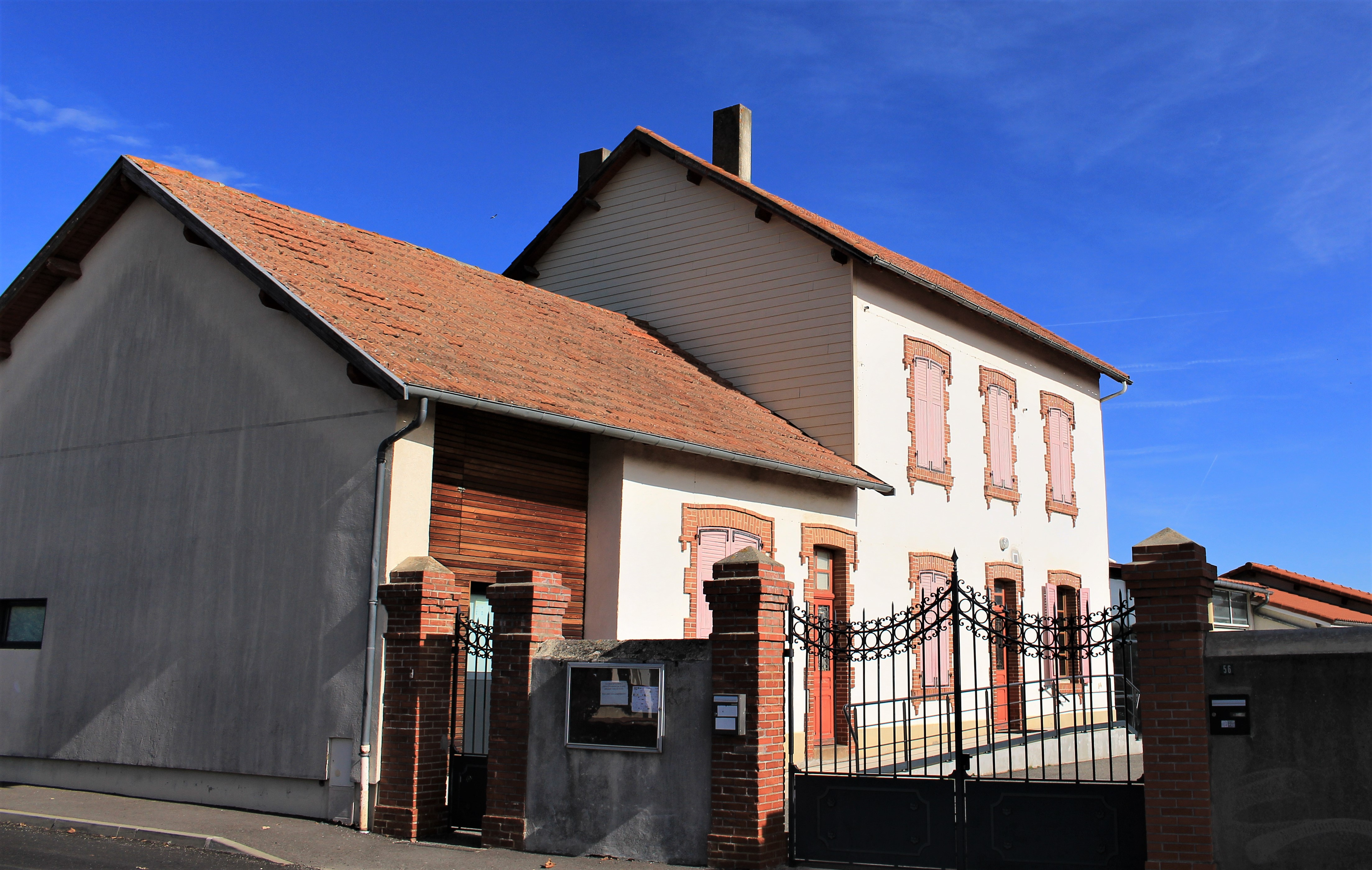
L'ancienne école.

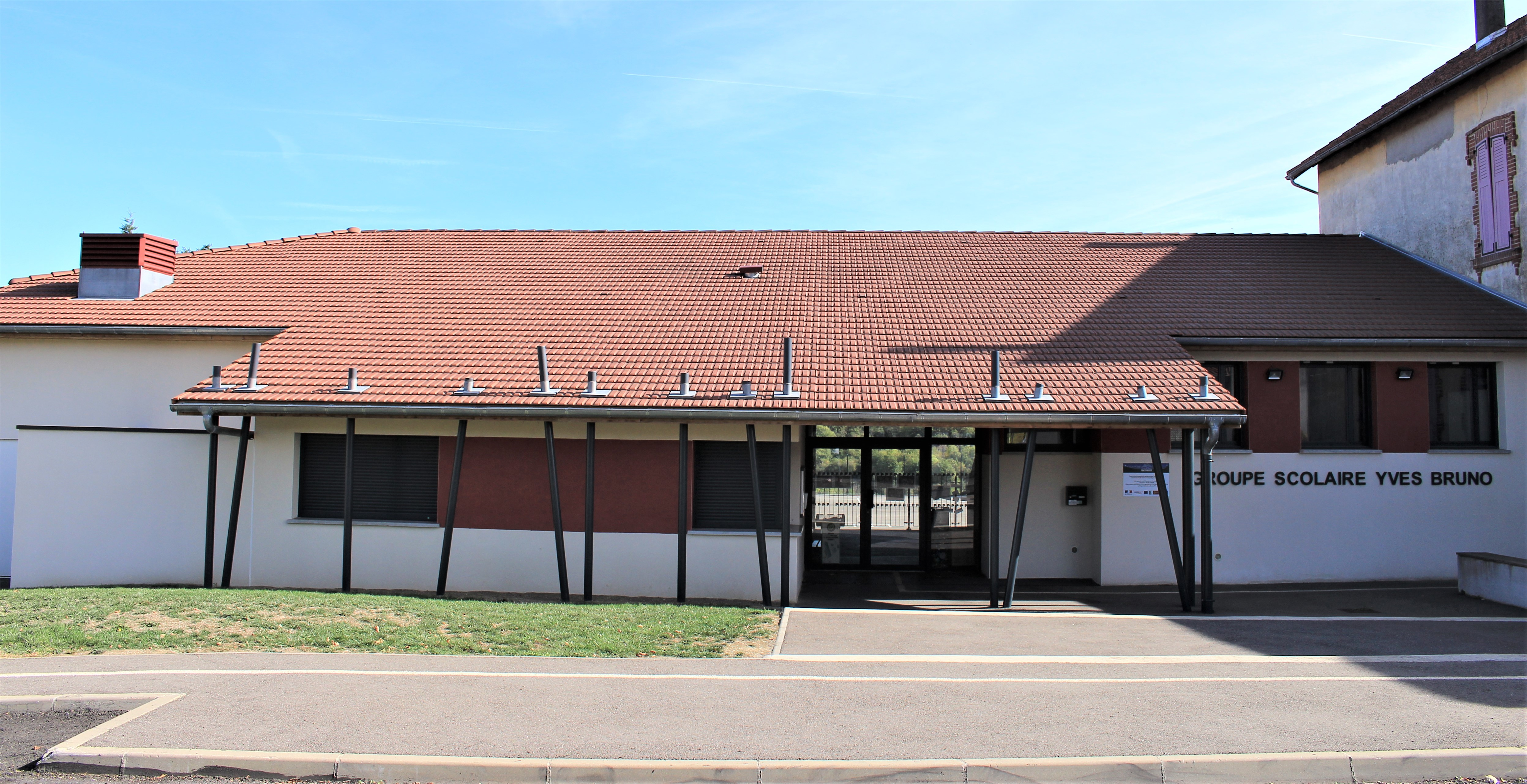
Le Groupe Scolaire Yves Bruno en 2022.

La commune dispose d'une école maternelle ainsi qu'une salle des fêtes dite « Paul Etchalus ».

## Économie

### Revenus
En 2018, la commune compte 91 ménages fiscaux, regroupant 215 personnes. La médiane du revenu disponible par unité de consommation est de 23 240 € (20 420 € dans le département).

### Emploi
|                | 2008  | 2013  | 2018  |
| -------------- | ----- | ----- | ----- |
| Commune        | 4,4 % | 3,4 % | 8,1 % |
| Département    | 7,7 % | 9,4 % | 9,8 % |
| France entière | 8,3 % | 10 %  | 10 %  |

En 2018, la population âgée de 15 à 64 ans s'élève à 135 personnes, parmi lesquelles on compte 77 % d'actifs (68,9 % ayant un emploi et 8,1 % de chômeurs) et 23 % d'inactifs,. Depuis 2008, le taux de chômage communal (au sens du recensement) des 15-64 ans est inférieur à celui de la France et du département.
La commune fait partie de la couronne de l'aire d'attraction de Tarbes, du fait qu'au moins 15 % des actifs travaillent dans le pôle,. Elle compte 15 emplois en 2018, contre 12 en 2013 et 17 en 2008. Le nombre d'actifs ayant un emploi résidant dans la commune est de 98, soit un indicateur de concentration d'emploi de 15,4 % et un taux d'activité parmi les 15 ans ou plus de 58,6 %.
Sur ces 98 actifs de 15 ans ou plus ayant un emploi, 5 travaillent dans la commune, soit 5 % des habitants. Pour se rendre au travail, 93,9 % des habitants utilisent un véhicule personnel ou de fonction à quatre roues, 2 % les transports en commun, 1 % s'y rendent en deux-roues, à vélo ou à pied et 3,1 % n'ont pas besoin de transport (travail au domicile).

## Culture locale et patrimoine

### Lieux et monuments
- Fossés et terrassements de l'ancien château (remplacé par une villa).
- Église de l'Invention-de-Saint-Étienne de Dours. La décoration intérieure date du XIXe siècle, elle est dédiée à Saint Étienne.
- Monument aux morts sur la place de l'église (Première et Seconde Guerre mondiale, Indochine, Algérie).

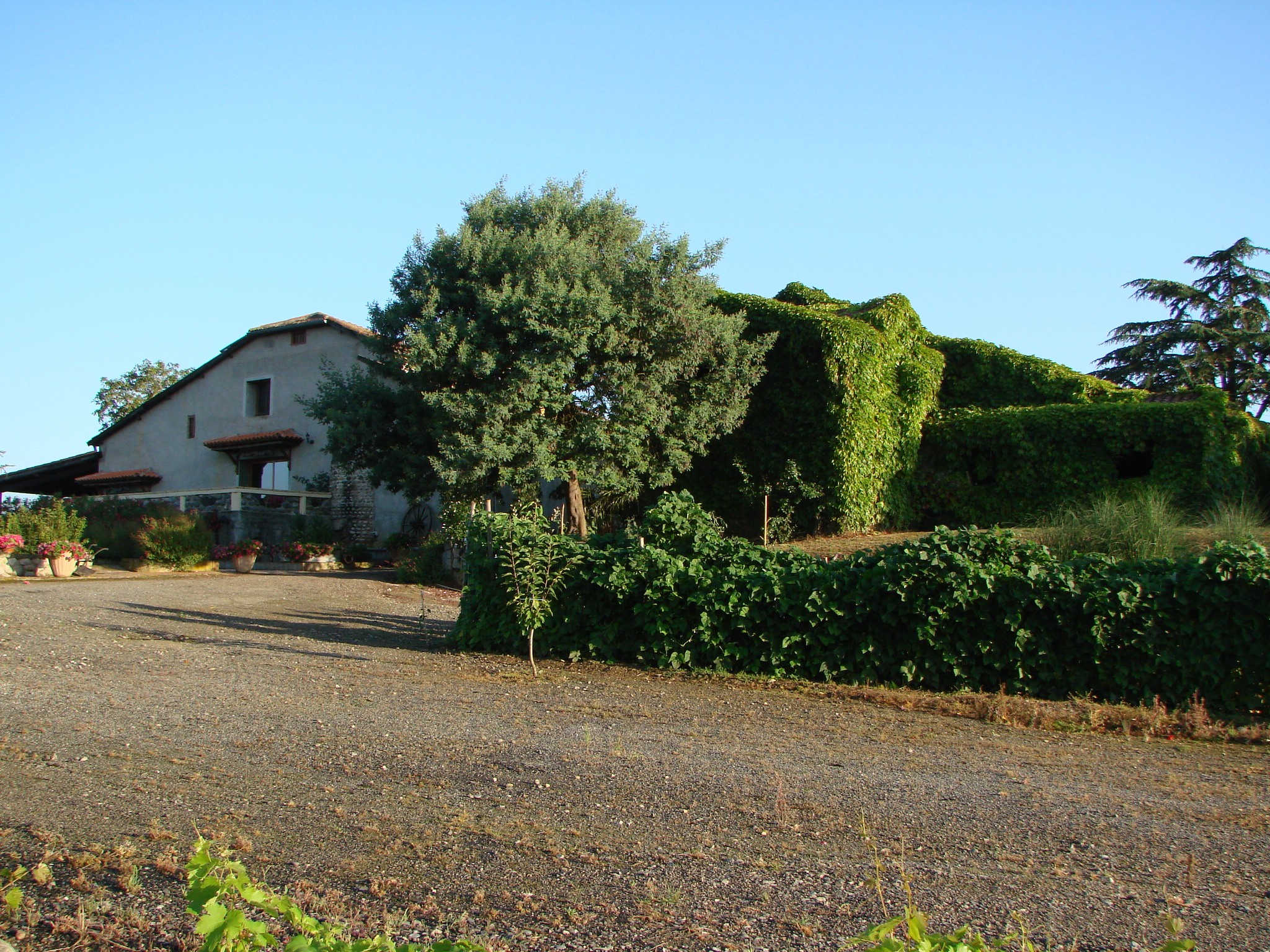
Emplacement de l'ancien château.
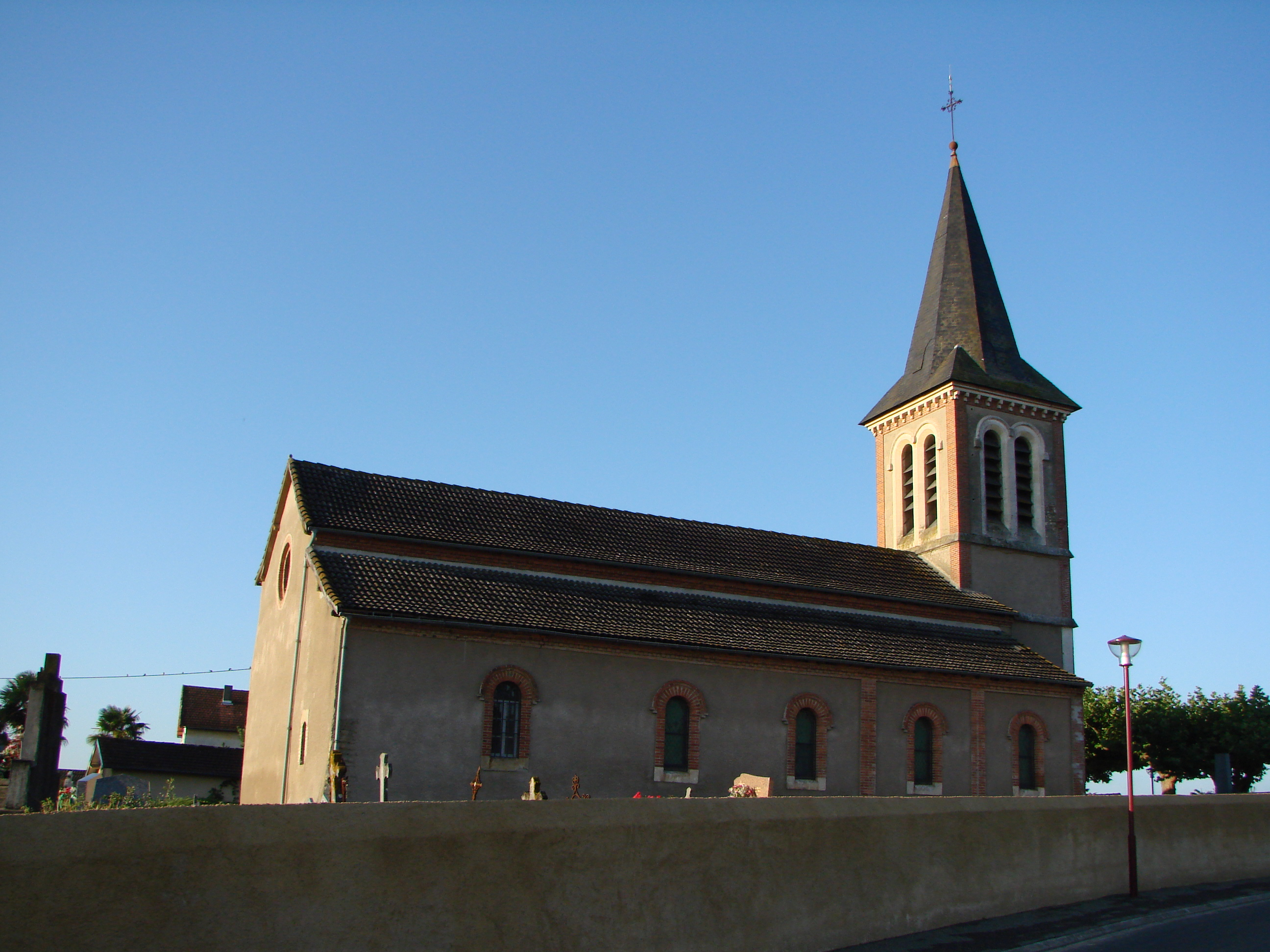
Église.
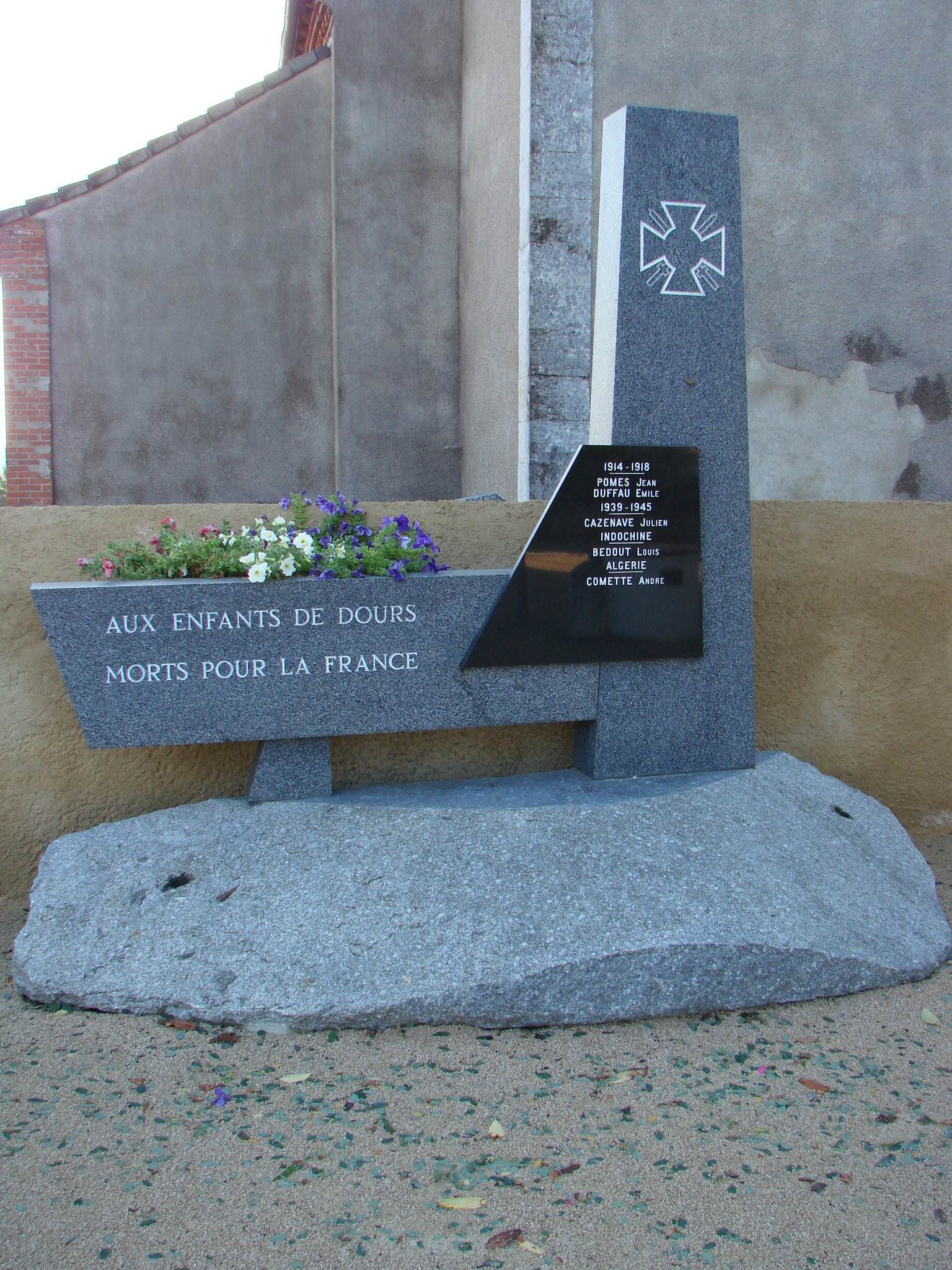
Monument aux morts.
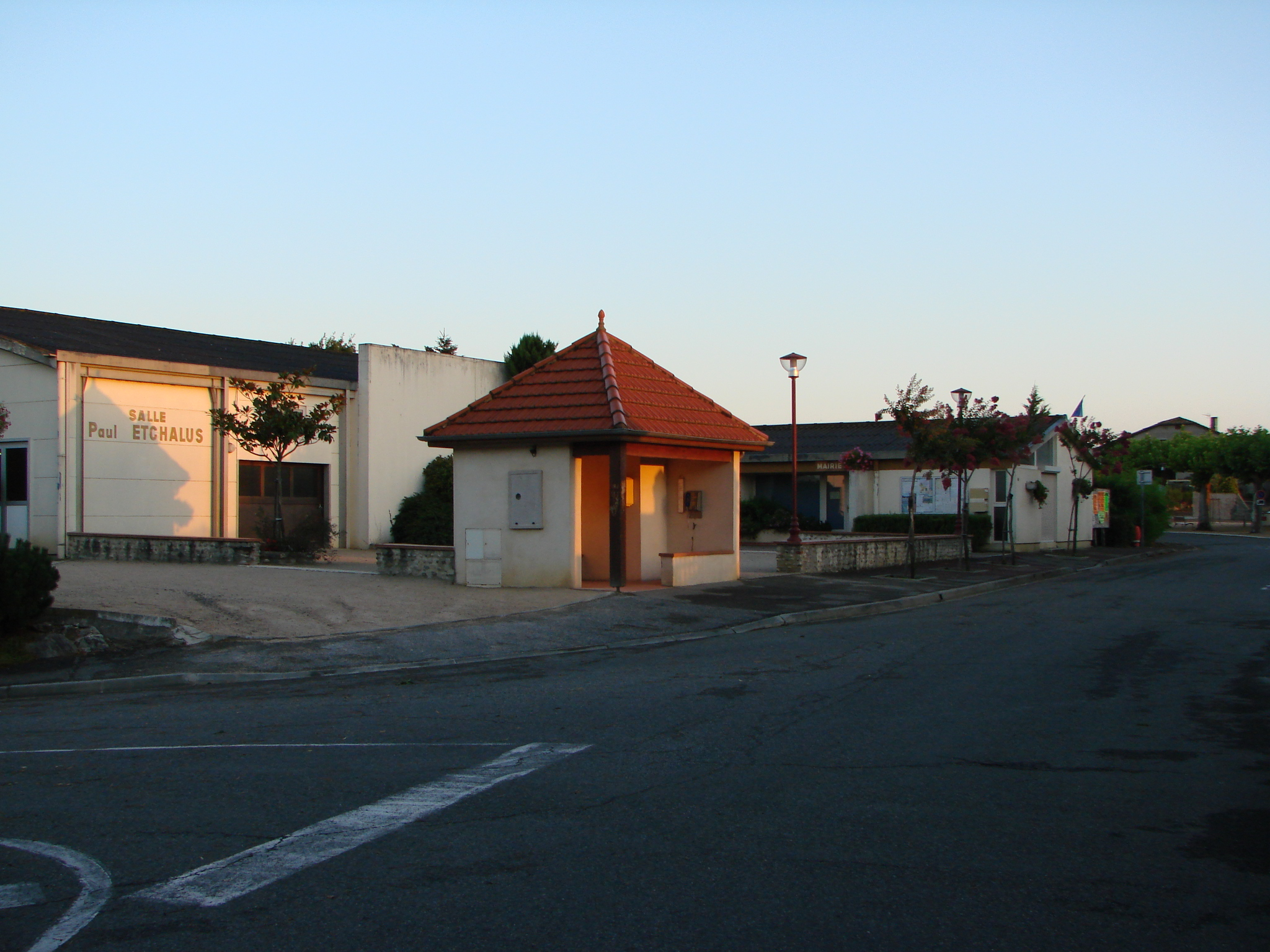
Salle des fêtes attenante à la mairie.
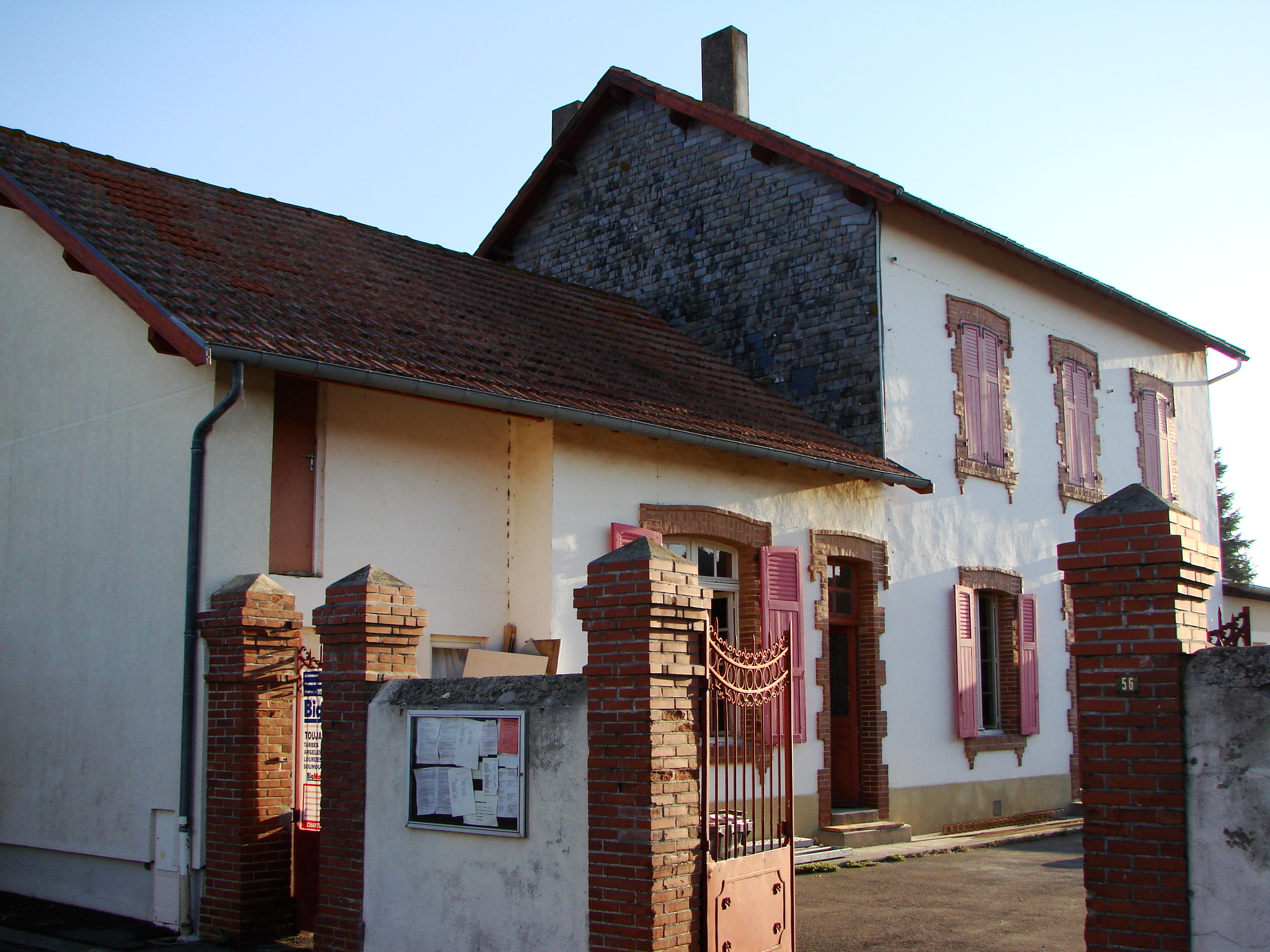
L'ancienne école maternelle.

### Héraldique
| Blason | Blasonnement : D'azur au loup hurlant d'or soutenu d'un annelet du même. Commentaires : Blason officiel vérifié auprès de la mairie. |